# Divisió A (Metro de Nova York)
La Divisió A (A Division en anglès) és una de les dues divisions del Metro de Nova York, també coneguda com a Divisió IRT. La Divisió A opera les línies per on circulen els serveis o rutes designats per nombres (1-7) i la llançadora 42nd Street.
Les línies i serveis d'aquesta divisió eren operades per Interborough Rapid Transit Company (IRT) abans del 1940 any en què la ciutat va agafar-ne el control. Els trens de la Divisió A són més estrets, més curts i més lleugers que els de la Divisió B, concretament mesuren 2,7 per 15,5 metres.

## Llista de línies
A continuació es pot veure un llistat de les línies de la Divisió A i en parèntesis els serveis de cada línia:
- Second Avenue Line (tancada des del 1942)
- Third Avenue Line (tancada des del 1973)
- Sixth Avenue Line (tancada des del 1938)
- Ninth Avenue Line (tancada des del 1958)
- 42nd Street Line (Llançadora de 42nd Street)
- Broadway-Seventh Avenue Line (1 2 3)
- Dyre Avenue Line (5)
- Eastern Parkway Line (2 3 4 5)
- Flushing Line (7)
- Jerome Avenue Line (4)
- Lenox Avenue Line (2 3)
- Lexington Avenue Line (4 5 6)
- New Lots Line (3)
- Nostrand Avenue Line (2)
- Pelham Line (6)
- White Plains Road Line (2 5)